# San Paolo in Alpe
San Paolo in Alpe è un antico abitato d'altura nel territorio di Santa Sofia, in provincia di Forlì-Cesena, posto su un altopiano a circa 1030 m s.l.m. all'interno del Parco Nazionale delle Foreste Casentinesi, Monte Falterona e Campigna.

## Territorio
L'altopiano si apre lungo un contrafforte secondario che parte dal crinale appenninico romagnolo in prossimità di Poggio Scali (1520 m) e arriva alla frazione di Isola, all'incrocio di due rami del fiume Bidente, quello di Corniolo e quello di Ridracoli, i quali si uniscono più a valle al ramo proveniente da Pietrapazza a formare il Bidente vero e proprio.
La flora è simile a quella riscontrabile in tutto il territorio del Parco Nazionale, con boschi misti composti principalmente da cerro e carpino e altre latifoglie che, salendo di quota, cedono progressivamente il posto al faggio.
La prateria, formazione erbosa secca semi-naturale, è l'habitat che più caratterizza l'altopiano, tanto da essere inserito sotto la tutela della Rete Natura 2000 (cod. Natura 2000: 6210).
La fauna è la stessa del territorio del Parco Nazionale: troviamo i grandi ungulati (cinghiali, cervi, caprioli, daini), il lupo, una ricca varietà di uccelli e di fauna minore. Sono particolarmente degni di nota due insetti come l'Osmoderma Eremita e la Rosalia Alpina, che si associano al legno morto e sono quindi tipici dei boschi più maturi.
Oltre alla fauna selvatica l'altopiano ospita mandrie di bovini che nel periodo primaverile-estivo pascolano sulle alture verdeggianti.

## Storia
Le prime notizie scritte risalgono al XIV secolo, e riguardano i diritti sullo sfruttamento delle foreste sui due versanti del crinale. A partire dal XVII secolo risalgono invece le fonti che cominciano a parlare della chiesa dedicata a San Paolo (di cui oggi non resta alcuna traccia) e dell'eremo agostiniano, che diventerà chiesa parrocchiale dedicata a Sant'Agostino e assorbirà le funzioni liturgiche principali.
Attorno al XVII secolo sappiamo che la popolazione della parrocchia si aggirava attorno alle 200 unità.

### La Seconda Guerra Mondiale
Durante la guerra San Paolo era sede di un Comando dell'VIII° Brigata Garibaldi, e l'altopiano era il luogo ideale per i lanci aerei di armi e rifornimenti operati dagli Alleati, annunciati dal segnale in codice "Le ciliegie sono mature".
Il 12 aprile 1944 San Paolo fu attaccata da una divisione nazi-fascista, con l'intento di liberare le retrovie della Linea Gotica dai nuclei di resistenza partigiana. Dopo la Battaglia di Biserno i partigiani in rotta furono inseguiti fino all'altopiano di San Paolo, che fu preso dai nazi-fascisti. La chiesa di Sant'Agostino, usata come deposito di munizioni, e la grande casa colonica conosciuta come il Casone furono date alle fiamme.

## Il recupero degli edifici
Dopo una lunga storia di abbandono, in tempi recenti l'altopiano è stato oggetto di interventi volti al recupero degli edifici e con essi al recupero della memoria delle genti che lo hanno abitato.

### Il Bivacco
La grande casa colonica sull'altopiano, il cosiddetto Casone, è stata oggetto di restauro con consolidamento e risanamento conservativo presentato dall'Unione di Comuni della Romagna Forlivese e terminato nel 2019.
L'intervento ha permesso di recuperare il corpo edilizio di Nord-Est (una porzione del più ampio Casone), e di adibirlo a bivacco per permettere agli escursionisti di godere di un appoggio in un punto di notevole interesse paesaggistico del Parco, ottimo anche come punto di avvistamento per la fauna selvatica.
Il bivacco si sviluppa su due piani: al piano terra c'è un ricovero sempre aperto, mentre al piano superiore si trova un bivacco gestito con brande e camino.
È gestito dall'associazione di promozione sociale Tour de Bosc.

### Chiesa di Sant'Agostino
La chiesa dedicata a Sant'Agostino, ricostruita dopo la distruzione del 1944, dagli anni '80 in avanti ha conosciuto un lento decadimento che l'ha portata allo stato di rudere. Nel 2016 l'edificio è stato acquistato dal Parco Nazionale, e tra il 2019 e il 2020 è stato oggetto di lavori di consolidamento e di messa in sicurezza.

### Cimitero
Nel 2011 la provincia è il Parco sono intervenuti per recuperare importanti testimonianze storiche rappresentate dai cimiteri rurali nel territorio e per proteggere la fauna minore per dimensione, composta da carabidi, cerambicidi, farfalle e falene, anfibi, rettili ecc.- che vede nei ruderi e nei resti antropici uno dei suoi habitat.
Anche il cimitero di San Paolo  è stato ristrutturato all'interno di questo progetto.